# Klemen Tičar
Klemen Tičar, slovenski hokejist, * 12. februar 1962, Jesenice.
Tičar je bil dolgoletni vratar domačega kluba HK Acroni Jesenice v jugoslovanski ligi.
Tudi njegov sin Rok Tičar je hokejist.

## Pregled kariere
Odebeljeno - reprezentančni nastopi, glej tudi Statistika pri hokeju na ledu.
| Moštvo                | Liga               | Sezona |    | Redni del | Redni del | Redni del | Redni del | Redni del | Redni del | Redni del | Redni del |    | Končnica | Končnica | Končnica | Končnica | Končnica | Končnica | Končnica | Končnica |
| --------------------- | ------------------ | ------ | -- | --------- | --------- | --------- | --------- | --------- | --------- | --------- | --------- | -- | -------- | -------- | -------- | -------- | -------- | -------- | -------- | -------- |
| Moštvo                | Liga               | Sezona | OT | PG        | G         | P         | T         | KM        | GT        | OD        | OT        | PG | G        | P        | T        | KM       | GT       | OD       |          |          |
| HK Vojvodina Novi Sad | Jugoslovanska liga | 84/85  |    |           |           |           |           |           |           |           |           |    |          |          |          |          |          |          |          |          |
| Acroni Jesenice       | Jugoslovanska liga | 85/86  |    |           |           |           |           |           |           |           |           |    |          |          |          |          |          |          |          |          |
| Acroni Jesenice       | Jugoslovanska liga | 86/87  |    |           |           |           |           |           |           |           |           |    |          |          |          |          |          |          |          |          |
| Acroni Jesenice       | Jugoslovanska liga | 87/88  |    |           |           |           |           |           |           |           |           |    |          |          |          |          |          |          |          |          |
| Acroni Jesenice       | Jugoslovanska liga | 88/89  |    |           |           |           |           |           |           |           |           |    |          |          |          |          |          |          |          |          |
| Acroni Jesenice       | Jugoslovanska liga | 89/90  |    |           |           |           |           |           |           |           |           |    |          |          |          |          |          |          |          |          |
| Acroni Jesenice       | Jugoslovanska liga | 90/91  |    |           |           |           |           |           |           |           |           |    |          |          |          |          |          |          |          |          |